# Фельзума Стандинга
Фельзума Стандинга (лат. Phelsuma standingi) — ящерица из семейства гекконов, эндемик юго-западной части Мадагаскара. Видовое название дано в честь Герберта Ф. Стэндинга, миссионера, работавшего врачом на Мадагаскаре.
Длина тела составляет до 20 см, максимальная длина — 28 см. Окраска верхней стороны тела светло- или серо-зелёная. На голове и спине неравномерные поперечные полоски. Окраска тела меняется в зависимости от активности геккона и значительно более тусклая в состоянии покоя.
Самцы очень территориальные и вступают в борьбу при появлении других самцов. Самки тоже территориальные и ведут себя по отношению к другим самкам также как самцы, что является довольно редким явлением у гекконов. Обитают на деревьях. Эти гекконы насекомоядные, они также потребляют мягкие и сладкие фрукты, облизывая мякоть.
Инкубационный период длится 60 до 100 дней в зависимости от температуры, которая может доходить до 28°С. Молодые гекконы достигают в длину около 8 см, они бледно-голубого цвета с красными полосами, с более яркой окраской, чем у взрослых.
Большая часть ареала вида приходится на территорию национального парка Зомбице-Вохибасия.